# حبيب بلق
حبيب بلقزيز (بالإنجليزية: Habib Belk)‏ (ولد في مراكش، 9 نوفمبر 1989) هو مغني وكاتب أغاني وعازف كناوة مغربي. أصدر ألبوم سيدي كمي من إنتاج شركة حبيب بلق للإنتاج الصوتي (بالإنجليزية: HaBiBelk Productions Records)‏ .

## البدايات
بدأ حبيب بلقزيز الغناء في الثامنة من عمره، وظهر لأول مرة منذ سن التاسعة في حفلات الزفاف العائلية. في طفولته، كان كثيرًا ما يُدعى إلى لقاءات كناوة المسائية "LILA" مع عمه «معلم عبد الكبير ميرشان» في مراكش. سرعان ما أثار اهتمامه موسيقى كناوة الروحية. أدرك عمه شغفه بالموسيقى وأعطاه أول غيمبري الصغير الذي أسماه «عويشة». على مر السنين، اكتسب حبيب المزيد من الخبرة من خلال ظهوره في العديد من المهرجانات وحفلات الزفاف والفنادق والرياض والمطاعم التقليدية باعتباره فنانًا منفردًا ولكن أيضًا كعضو في مجموعات متعددة في المغرب وأوروبا. أصبح ناشطًا في عام 2005 تحت اسم حبيبلك.
في وقت لاحق، انتقل حبيب من المغرب إلى ألمانيا وأصدر أول فيديو له في قناته على يوتيوب التي تم تأسيسها في عام 2006.
في 15 مارس 2017، أطلق حبيب أول فيديوهات له حمادي ثم مبيريكا وبابا ميمون وكلها جزء من ألبوم سيدي كمي. في عام 2018، شارك في إنتاج أغنية «العيطة» مع الفنان المصري حمزة نمرة.لاقت الأغنية نجاحًا في البلدان الناطقة بالعربية وحصلت على المركز التاسع عشر في المغرب (يناير 2019) وفقًا لموقع جارتز حول العالم  وكذلك في المراكز العشرة الأولى لقناة راديو هيت راديو المغربية.
في عام 2019، أنتج حبيب بلق أغنية سانديا بألحان جديدة وطريقة مختلفة في الغناء والترتيب والمزج. يشتهر حبيبلك بابتكار ومزج موسيقى كناوة المغربية التقليدية مع أنواع أخرى بما في ذلك تراب (موسيقى) ودرم آند بيس وريغيه تون وإليكترو (موسيقى) بالإضافة إلى موسيقى ريذم أند بلوز في محاولة لفتح هذه الموسيقى من منظور محلي إلى منظور عالمي أكثر.

## كناوة دويتشلاند
في عام 2017، أسس حبيبلك مجموعة كناوة دويتشلاند مع ثلاثة فنانين آخرين: رشيد العموري من برلين، وزكريا عزوباز من وينهايم، وربيع رزقاوي من باد سالزوفلين (جميعهم كركابو، رقص وغناء). تقوم المجموعة بجولات وتشارك في العديد من المهرجانات والحفلات الموسيقية في أوروبا  وتقدم ورش عمل خاصة في الجامعات والمدارس في ألمانيا. 

## ديسكغرفي

### ألبوم سيدي كمي
- حمادي - 2017
- مبيريكا - 2017
- للا مليكة - 2017
- بابا ميمون - 2017
- هدية - 2017
- لا إله إلا الله - 2018
- قمري - 2018
- يوباتي - 2018
- سيدي كمي - 2018

### مقاطع فيديو موسيقية
- بابا ميمون - 2017
- سيدي كمي - 2018
- سانديا - 2019
- عائشة - 2020
- بوهالي - 2020

### التعاون
- ريمكس مع حمزة نمرة - العيطة - 2018
- ميمونة - 2020: D33p سول وحبيب بلك